# بني عيسي (أرحب)

تعديل مصدري - تعديل

بني عيسي هي إحدى قرى عزلة الزبيرات بمديرية أرحب التابعة لمحافظة صنعاء، بلغ تعداد سكانها 86 نسمة حسب تعداد اليمن لعام 2004.